# 戈尔诺黄耆
戈尔诺黄耆（学名：Astragalus skorniakovii）是豆科黄芪属的植物。分布在中亚、帕米尔阿赖等地，生长于海拔1,350米至3,400米的地区，一般生长在高山石地草甸、山坡及石坡，目前尚未由人工引种栽培。

## 异名
- Astragalus skorniakovii B. Fedtsch. var. wuqiaensis S. B. Ho